# Герман, Карл Фридрих
Карл Фридрих Герман (1804—1855) — немецкий педагог, знаток древностей.

## Биография
Был профессором университетов в Гейдельберге, Марбурге и Геттингене. Как филолог, он приобрел известность прекрасной обработкой сочинения Лукиана: «De conscribenda historia» (Франкфурт, 1828). Из других работ его наибольшим распространением пользовался прекрасный «Lehrbuch der griechischen Antiquitäten» (Гейдельберг, 1841—1852).
Член-корреспондент СПбАН c 13.12.1851 по историко-филологическому отделению (разряд классической филологии).

## Труды
- издал диалоги Платона (Лпц., 1851—2).
- «Geschichte u. System d. Platonischen Philosophie» (Гейдельберг, 1839, не окончено)
- обработал текст сатир Ювенала (Лпц., 1854) и Персия (т. же, 1854).
- После его смерти издана «Kulturgeschichte der Griechen und Römer» (Геттинг., 1857—8).